# Zabava na nebu

Zabava na nebu je sodobna pravljica Ivana Sivca iz leta 2006. Ilustrirala jo je Tina Švajger.

## Vsebina
Na nebu se vsak dan dogajajo zanimive stvari. Nekega popoldneva si je sonce Balonce, zaspano in sito, skupaj z otroki žarki privoščilo počitek. Le Zlatek, najbolj radoživ žarek, je ostal buden. Nihče se ni hotel igrati z njim. Da bi pregnal dolgčas, se je odpravil na potep po širnem nebu in si omislil veliko zabavo.
Nenadoma je na nebu zabobnelo in zagrmelo. Zabava je prerasla v velik nered in direndaj. Oblaki so treščili drug v drugega, stresali so dežne kapljice, vetrovi in hlapi so se razbežali na vse strani. Nastala je strašna nevihta. Žarek Zlatek je zbudil očeta in ga prosil za pomoč. Sonce je svojim sinovom žarkom razdelilo naloge. Vsi so ga ubogali in skupaj so spet vzpostavili red.

## Analiza
Pripovedovalec je tretjeosebni, vsevedni.
Čas dogajanja je postavljen v preteklost (»tistega svetlega popoldneva«), obsega dogajanje od popoldanskega do večernega počitka.
Dogajalni prostor je le za kratek čas zemlja (jezero), večinoma pa nebo, kar daje zgodbi pravljičnost in fantastičnost. 
Poučnost: vremenski pojavi so obrazloženi domiselno. Poanta zgodbe pa je celo poudarjeno zapisana na koncu: »SVET JE SAMO TAM LEP, KJER VLADATA MIR IN RED«.

## Liki
Vsi liki so poosebljeni in imajo pomensko zgovorna imena, ta že vnaprej kažejo njihove fizične ali značajske lastnosti.
Glavni lik je žarek, ki ga je pisatelj poimenoval Zlatek, sin sonca Balonca. Ime izraža njegovo zlato barvo ter značaj, saj je združil in razveselil vse na svoji poti. Med vsemi žarki je najbolj živahen. 
Stranski liki: 

oče sonce Balonce, 

tisočeri otroci žarki (Zlatkovi bratje in sestre), 

oblaček Siromaček, pernati, kopasti in cvetačasti oblaki, 

vetrovi: jugo Tugo, burja Furja, vetrček burin z imenom Fin, nočnik Poskočnik in dolinski pobočnik Pihavec, 

hlapi, hlapica Majhnica,

gospa strela Strašnela in njen mož Grom.